# 박재벌
박재벌(朴재물재.가문벌, 1968년 9월 17일 - )은 전 KBO 리그 해태 타이거즈의 외야수이다.

## 출신 학교
- 건국대학교